# Дедушка и я
«Дедушка и я» (исп. El abuelo y yo) — мексиканский 90-серийный телесериал в жанре детской мелодрамы производства Televisa, поставленный в 1992 году режиссёром Хуаном Карлосом Муньосом.

## Краткое содержание
Даниэль — бедный мальчик-сирота, живущий на улице с собакой Ансельмо. Он знакомится с девочкой из богатой семьи Алехандрой и с доном Хоакином, когда-то знаменитым музыкантом, а теперь — сварливым стариком из дома престарелых, которого Даниэль сразу называет «дедом». Детей ждут крепкая дружба, приключения, открытия и мудрые советы дона Хоакина, который, как оказалось, действительно родной дедушка мальчика.

## Создатели сериала

### Актёрский состав

#### В главных ролях
- Хорхе Мартинес де Ойос — Дон Хоакин
- Гаэль Гарсия Берналь — Даниэль
- Людвига Палета — Алехандра

#### В остальных ролях и эпизодах
- Адальберто Мартинес — Лукас
- Эванхелина Элисондо — София, прислуга дома Херардо Диаса
- Альфонсо Итурральде — Рене
- Рауль Буэнфиль — Падре Дамиан
- Беатрис Морено — Лола
- Марсело Буке — Херардо Диас, муж Фернанды и папа Алехандры
- Иветте Проаль — Йоланда
- Эктор дель Пуэрто — Дон Лупе
- Франсес Ондивьела — Фернанда, супруга Херардо Диаса и мама Алехандры
- Венди де лос Кобос — Майра дель Риверо
- Лео Рохо — Рауль, супруг Майры дель Риверо.
- Хесус Варгас — адвокат Фонсека
- Антонио Брильяс — Падре Хосе
- Хосефина Эскобедо — сестра Лисарди
- Алан Гутьеррес — Росендо
- Флор Эдуарда Гуррола — Ёйя
- Хулиан де Тавира — Эмилиано
- Хорхе Поса — Перико
- Освальдо Бенавидес — Пако
- Эухенио Польговски — Эухенио
- Фелипе Коломбо — Фелипин
- Билли Мендес — Билли
- Диего Луна — Луис
- Хорхе Феган — директор школы Масиас
- Барбара Эйбеншутс — Тереса, сотрудница, а затем директор детского приюта
- Тереса Гисар — сестра Иветте
- Ада Карраско — Энрикьета, постоялица дома престарелых
- Беатрис Олеа — Алисия, сотрудница отдела опёки и попечительства
- Марсела Фигероа — Регистраторша станции скорой помощи
- Кейко Дюран — Мирна
- Элисабет Суньига — Роса
- Майя Мишальска — Летисия
- Лорена Шелли — Маэстра
- Манолита Саваль — Каталина «Ката»
- Ана Офелия Мургия — Сеньорита Эстрада, директор детского приюта
- Хосе Эскандон — адвокат Кастильо
- Хорхе Салинас — Эрнесто, слуга дома Херардо Диаса
- Густаво Косайн — Октавио
- Артуро Гисар — Падре Доминго
- Глория Морель — Эстер, постоялица дома престарелых
- Марикрус Нахера — Мать Адорасион
- Клаудия Ортега — Кандида
- Мирра Сааведра — Морайма, цыганка-колдунья
- Эдуардо Сантамарина — Улисес
- Хесус Карраско — комиссар
- Гонсало Санчес — Роке Фонсека, гангстер
- Клаудио Сорель — Тибурсио, гангстер и лидер морских пиратов
- Доминика Палета — Элиса Канто
- Коннан — камео
- Кристель Клитбо — Матти
- Маурисио Армандо — Херман
- Джозеф Бирч — Виктор
- Альфонсо Тельес — директор института
- Кармина Нарро — Ирене
- Херардо Альбарран — Флавио
- Родольфо Ариас — Бруно, напарник Мораймы
- Алехандро Брачо — Хоэль
- Уриэль Чавес — Командант
- Сесар Экскалер — клоун Рабанито
- Рауль Монтальво — капитан
- Серхио Моранте — Понсиано
- Херман Новоа — Франсиско Панчито
- Хосе Луис Падилья — Теодоро
- Хосе Луис Рохас — Маэстро
- Тамара Шанат — Лилиана
- Хосе Анхель Гарсия — Родриго
- Орасио Вера — Саломон
- Аурора Васкес — Карина
- Хорхе Солтеро — Хорхе
- Мануэль Адриан — Игнасио
- Педро Дамиан — Клаудио Ландерос

#### Актёры и актрисы, которые были зарезервированы на роли, однако завалили пробы, либо не снявшиеся по другим обстоятельствам
- Роберто Бландон — Тибурсио (актёр не подошёл по возрасту, в итоге злодея сыграл актёр намного старше по возрасту Клаудио Сорель).
- Иоланда Вентура — Тереса (заменена Барбарой Эйбеншутс).
- Рафаэль Вильяр — Понсиано (заменён Серхио Моранте).
- Моника Доссетти — Мирна (заменена Кейко Дуран).
- Исабель Мартинес — Администратор ресепшена станции скорой помощи (заменена Марселой Фигероа).
- Андерсон Оталваро — Пабло (заменён Абрахамом Понсом).
- Майя Соулс — Летисия (заменена Майей Мишальской).

### Административная группа

#### Либретто
- Эдуардо Куирога — оригинальный текст
- Лорена Саласар — оригинальный текст
- Ксуитлацин Васкес — либретто

#### Режиссура
- Хуан Карлос Муньос — режиссёр-постановщик

#### Операторская работа
- Мануэль Руис Эспарса — оператор-постановщик

#### Музыка
- Ампаро Рубин — композитор
- Людвига Палета — вокал

#### Администраторы
- Педро Дамиан — генеральный продюсер
- Паулина Виеска Асуэла — ассоциированный продюсер

## Награды и премии

### TVyNovelas(1993)
- Лучшая главная роль — Хорхе Мартинес де Ойос — ПОБЕДА.
- Лучшая детская роль — Гаэль Гарсия Берналь — ПОБЕДА, Людвига Палета — ПОБЕДА, Флор Эдварда Гуррола — Номинирована.

## Ремейк
В 2003 году телекомпания Televisa сняла ремейк сериала под названием «Немного блошек».

## Театральная постановка
Создатели телесериала создали[когда?] одноимённый спектакль, куда пригласили всех актёров из телесериала. За ними остались их сыгранные в телесериале роли, которые они перевоплотили в театральном спектакле.